# Burgemeester Van Veldhuizenhaven
De Burgemeester Van Veldhuizenhaven is een haven in de Nederlandse plaats Oss op het industrieterrein Elzenburg. De haven is een zijarm van het Burgemeester Delenkanaal en staat door dit kanaal in verbinding met de Maas. De haven met enkele honderden meters lengte is een aanvulling op de bestaande haven Burgemeester Jansenhaven en is in 1993 geopend. De haven is vernoemd naar de Osse burgemeester van destijds, Eppo van Veldhuizen. De zuidzijde van de haven heeft via de Stamlijn Elzenburg verbinding met het spoornetwerk.